# 瓦尔河畔拉罗凯特
瓦尔河畔拉罗凯特（法語：La Roquette-sur-Var，法語發音：[la ʁɔkɛt syʁ vaʁ]）是法国滨海阿尔卑斯省的一个市镇，位于该省中部，瓦尔河左岸，属于尼斯区。

## 地理
瓦尔河畔拉罗凯特（43°49'41"N, 7°11'56"E）面积3.99 平方千米，位于法国普罗旺斯-阿尔卑斯-蓝色海岸大区滨海阿尔卑斯省，该省份为法国东南部沿海省份，南濒地中海，西南至瓦尔省，西北接上普罗旺斯阿尔卑斯省，北部和东部与意大利接壤。
与瓦尔河畔拉罗凯特接壤的市镇（或旧市镇、城区）包括：邦松、日莱特、勒旺斯、圣布莱斯、圣马丹迪瓦尔。
瓦尔河畔拉罗凯特的时区为UTC+01:00、UTC+02:00（夏令时）。

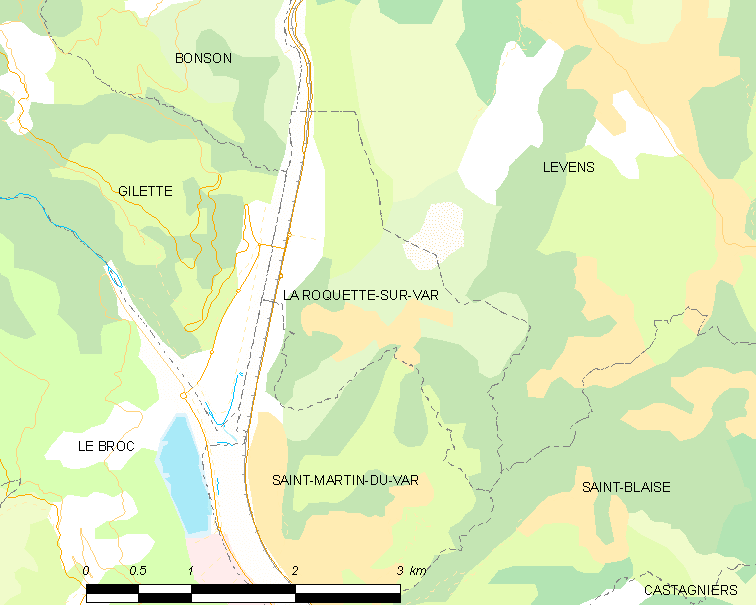
瓦尔河畔拉罗凯特的OSM定位图

## 行政
瓦尔河畔拉罗凯特的邮政编码为06670，INSEE市镇编码为06109。

## 政治
瓦尔河畔拉罗凯特所属的省级选区为图雷特勒旺斯县。

## 人口

1962-2008年间瓦尔河畔拉罗凯特人口变化图示

瓦尔河畔拉罗凯特于2022年1月1日时的人口数量为933人。